# Olivér György Dely
Dans le nom hongrois Dely Olivér György, le nom de famille précède le prénom, mais cet article utilise l’ordre habituel en français Olivér György Dely, où le prénom précède le nom.
Pour les articles homonymes, voir Dely.
Olivér György Dely est un herpétologiste hongrois né le 27 avril 1927 à Salonta en Roumanie et mort le 19 novembre 2003 à Budapest.

## Biographie
Il fait ses études à Budapest où il obtient un diplôme de muséologie à l'université des arts de la ville. Il commence à travailler sur les collections d'herpétologie au département de zoologie du Muséum d'histoire naturelle de Hongrie.
Cette collection est presque entièrement détruite lors des événements de l'Insurrection de Budapest en 1956. 40 000 spécimens conservés dans de l'alcool, y compris les types de Lajos Méhelÿ (1862-1952) sont perdus. Les manuscrits de Dely, dont celui de son doctorat, représentant huit ans de travail, sont également détruits ; il doit tout reprend à zéro.
Après la fin des troubles, le travail de Dely est de reconstituer entièrement ces collections. Le muséum reçoit de nombreuses donations des muséums européens (dont celui de Berlin et de Prague). Dely aura ainsi réussit, à la fin de sa carrière, à constituer une nouvelle collection de 16 000 spécimens.
Il organise une expédition en Égypte en 1957 puis, en 1973, dans le Sahara algérien. Durant celle-ci, il est gravement blessé, lors d'une expédition nocturne par une balle perdue.
Il se marie en 1965 avec Ágnes Draskovits, qui travaille dans la même institution que lui en tant que spécialiste des diptères.
À la même période, le muséum de Budapest organise régulièrement des expéditions scientifiques Corée du Nord. En 1978, les deux Dely participent à la première expédition d'une série de quatre.
En 1981, il est à l'origine de la première conférence internationale d'herpétologie organisée dans un pays communiste. 47 représentants de 14 pays différents, dont les États-Unis, la France, l'Allemagne, l'Autriche et la Russie, viendront y participer.
Dely a publié 83 articles scientifiques, souvent de la faune de son pays. Il faut signaler sa Fauna Hungariae qui paraît en 1967 pour la partie sur les amphibiens et en 1978 pour celle sur les reptiles. Il y décrit notamment toutes les espèces du bassin des Carpates.

## Source
- KORSÓS Z. & VÖRÖS J. (2004). In memoriam Dr. Olivér György Dely (1927–2003). Annales Historico-Naturales Musei Nationalis Hungarici, 96 : 5-17. [lire en ligne]